# Bas Oudt
Bas Oudt (Jakarta, 1956 – Amsterdam, 28 september 2014) was een Nederlands grafisch ontwerper. Hij studeerde aan de Gerrit Rietveld Academie in Amsterdam, waar hij onder meer les kreeg van Kees Nieuwenhuijzen. Zelf zou hij ook jarenlang aan deze instelling doceren. Tot zijn belangrijke opdrachtgevers behoorde de Amsterdamse galerie W139. Midden jaren negentig moest Oudt door een afnemend gezichtsvermogen zijn ontwerp- en lespraktijk staken.
In mei 2009 droeg Oudt zijn archief over aan de Bijzondere Collecties van de Universiteit van Amsterdam, die een aantal ontwerpersarchieven beheren. Bij die gelegenheid werd ook een monografie gepresenteerd: Op basis van Bas Oudt. Deze uitgave met Engelse vertaling was een initiatief van enkele oud-leerlingen, onder wie Richard Niessen.

Aan de hand van dit boek werd een reizende expositie samengesteld. Deze was te zien zijn bij de Bijzondere Collecties van de Universiteit van Amsterdam, de Gerrit Rietveld Academie in Amsterdam en de Koninklijke Academie van Beeldende Kunsten in Den Haag.